# Barclay Bay
Die Barclay Bay ist eine Bucht an der Nordküste der Livingston-Insel im Archipel der Südlichen Shetlandinseln. Sie liegt zwischen Kap Shirreff an der Nordspitze der Johannes-Paul-II.-Halbinsel und dem Essex Point am nordwestlichen Ende der Byers-Halbinsel.
Der Name der Bucht ist erstmals auf Kartenmaterial des britischen Seefahrers James Weddell aus dem Jahr 1825 zu finden. Der Benennungshintergrund bzw. der Namensgeber ist unbekannt.